# Sångpedagog
Sångpedagog är en lärare i sångteknik. 
En sångpedagog lär ut tonbildning, frasering, andning, röstvård med mera. Centralt är också förmågan att tolka sånger. Utbildning till sångpedagog sker på universitetsnivå och äger rum vid en musikhögskola. Utbildningen är en variant av instrumental- och ensemblelärarutbildningen.